# Przeginia (gmina)
Przeginia – dawna gmina wiejska istniejąca w latach 1950–1954 i 1973–1976 w woj. krakowskim (dzisiejsze woj. małopolskie). Siedzibą gminy była Przeginia.
Gmina została utworzona w dniu 1 stycznia 1950 roku w województwie krakowskim, w powiecie olkuskim, z części gmin Rabsztyn (Czubrowice i Racławice) i Sułoszowa (Gotkowice, Jerzmanowice, Łazy, Przeginia, Sąspów i Szklary). 1 lipca 1952 roku gmina Przeginia składała się z 8 gromad: Czubrowice, Gotkowice, Jerzmanowice, Łazy, Przeginia, Racławice, Sąspów i Szklary. Gmina została zniesiona 29 września 1954 roku wraz z reformą wprowadzającą gromady w miejsce gmin.
Wraz z kolejną reformą administracyjną gminę Przeginia reaktywowano w dniu 1 stycznia 1973 roku w woj. krakowskim. 1 czerwca 1975 gmina znalazła się w nowo utworzonym woj. miejskim krakowskim. 15 stycznia 1976 roku gmina została zniesiona przez połączenie z (również znoszoną) gminą Jerzmanowice w nową gminę Jerzmanowice-Przeginia.
Na uwagę zasługuje fakt że gmina Przeginia w latach 50. zasięgiem odpowiadała dzisiejszej gminie Jerzmanowice-Przeginia (a więc obejmowała także Jerzmanowice). Gmina Przeginia w latach 70. była dużo mniejsza, ponieważ istniała równocześnie oddzielna jednostka o nazwie gmina Jerzmanowice.